# Michael Palm (Filmemacher)

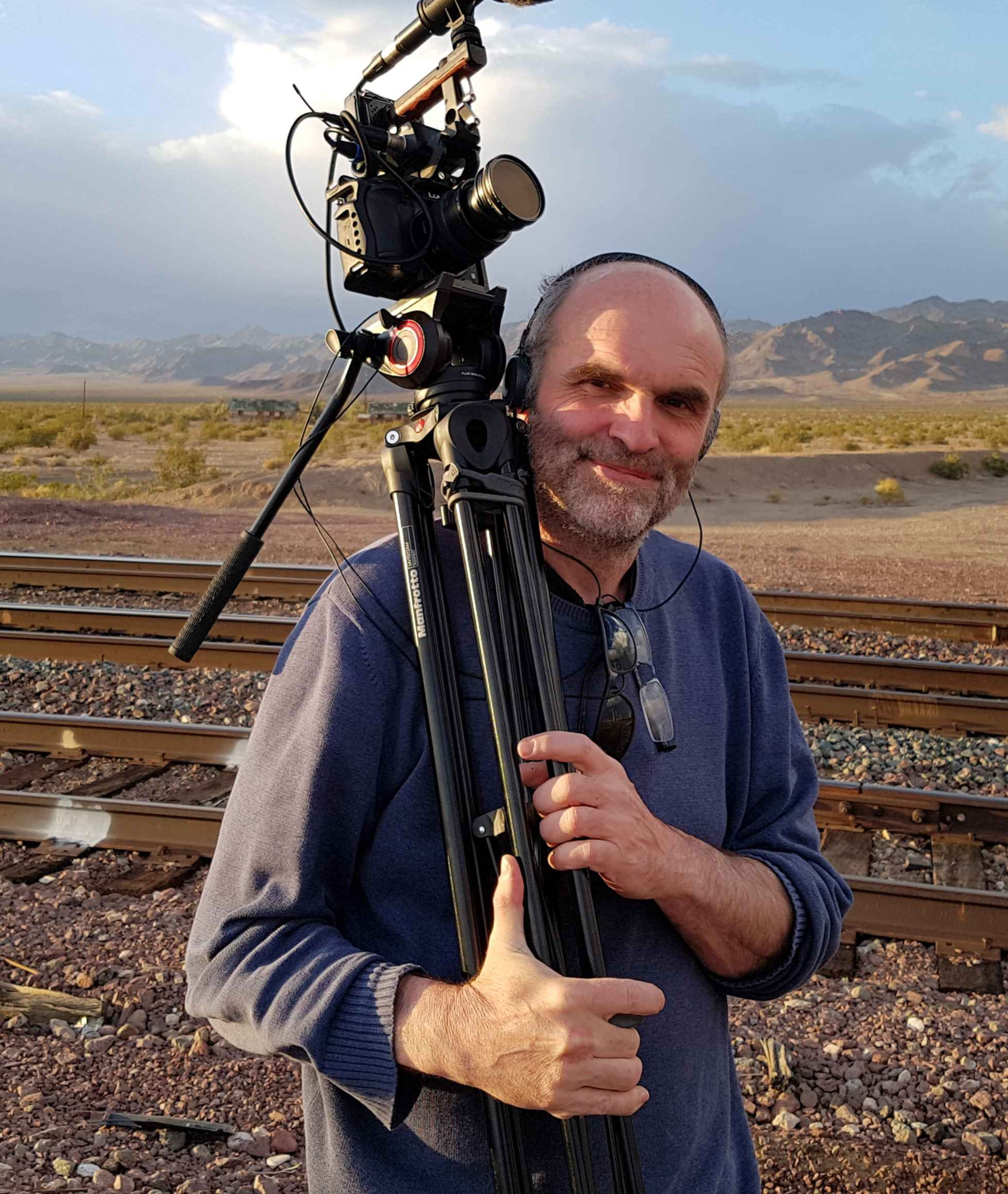
Michael Palm bei den Dreharbeiten zu Henry Fonda For President (Foto: Alexander Horwath)

Michael Palm (* 1965 in Linz, Österreich) ist ein österreichischer Filmemacher, Filmeditor, Sound-Designer und Filmtheoretiker.

## Leben
Michael Palm studierte an der Wiener Filmakademie sowie ergänzend in den Bereichen Philosophie, Film- und Medienwissenschaft an der Universität Wien. Sein Diplom-Studienabschluss war 1996.
Seit 1988 ist er hauptsächlich in den Bereichen Filmschnitt und Tongestaltung tätig und arbeitete an bislang über 20 Kurzfilmen und etwa 25 Kinofilmen mit.
Seit 2001 ist Michael Palm Autor und Regisseur von Dokumentar- und Kurzfilmen. Sein dritter abendfüllender Dokumentarfilm Cinema Futures wurde 2016 bei den internationalen Filmfestspielen von Venedig uraufgeführt.
Er ist Verfasser zahlreicher Vorträge und Publikationen zur Geschichte und Ästhetik von Film und Kino, war von 1990 bis 1994 Filmkritiker bei der österreichischen Tageszeitung Der Standard und der Wiener Wochenzeitung Falter und ist seit 1998 als Lektor an der Wiener Universität für Musik und darstellende Kunst sowie seit 2012 an der Kunstuniversität Linz tätig; weitere Vortragstätigkeiten am Österreichischen Filmmuseum und diversen außeruniversitären Bildungseinrichtungen. Als Kurator arbeitete Palm unter anderem für die Viennale und die Ars Electronica.
Seit Herbst 2019 teilt er sich mit Beatrice Babin die Professur "Montage" an der Hochschule für Fernsehen und Film München.

## Filmografie (Auswahl)
Regie:
- 2001: Sea, Concrete, Human (Kurzfilm, 29 min)
- 2003: Sim Movie (Kurzfilm, 1 min)
- 2004: Edgar G. Ulmer – Der Mann im Off (Kino-Dokumentarfilm, USA/Ö/D, 77 min, Regie, Drehbuch, Schnitt)
- 2006: Mozart Sells (Kurzfilm, 1 min)
- 2008: Body Trail (Kurzfilm, 8 min, mit Willi Dorner)
- 2009: Laws of Physics (Kurzfilm, 15 min)
- 2011: Low Definition Control (Kino-Dokumentarfilm, 95 min.)
- 2016: Cinema Futures (Kino-Dokumentarfilm, 126 min.)
- 2018: Demontage (Kurz-Dokumentarfilm, 29 min.)

Filmschnitt, Sound Design/Musik:
- 1996: Die totale Therapie (Spielfilm, D, 125 min, Schnitt, Musik; Regie: Christian Frosch)
- 1999: Ceija Stojka (Dokumentarfilm, Ö, 87 min, Schnitt; Regie: Karin Berger)
- 2002: Auf allen Meeren (Dokumentarfilm, Ö, Schnitt, Sounddesign; Regie: Johannes Holzhausen)
- 2002: I am from Nowhere (Dokumentarfilm, Ö/D/UK, 80 min, Schnitt; Regie: Georg Misch)
- 2004: Calling Hedy Lamarr (Dokumentarfilm, Ö/D/UK, 71 min, Schnitt; Regie: Georg Misch)
- 2004: Volver la vista – Der umgekehrte Blick (Musik, Sounddesign; Regie: Fridolin Schönwiese)
- 2006: No Name City (Dokumentarfilm, Ö, 86 min, Sounddesign; Regie: Florian Flicker, Georg Misch)
- 2007: Einst süße Heimat (Dokumentarfilm, Ö, 75 min, Schnitt; Regie: Gerald Igor Hauzenberger)
- 2007: Weiße Lilien (Spielfilm, Ö/D/LUX/UNG, 96 min, Schnitt, Sounddesign; Regie: Christian Frosch)
- 2009: Jobcenter (Dokumentarfilm Ö, 80 min, Schnitt; Regie: Angela Summereder)
- 2009: Die 5 Himmelsrichtungen (Dokumentarfilm Ö, Sounddesign; Regie: Fridolin Schönwiese)
- 2010: Nachtschichten (Dokumentarfilm Ö, Schnitt; Regie: Ivette Löcker)
- 2011: Der Prozess (Dokumentarfilm Ö, Schnitt, Sounddesign; Regie: Gerald Igor Hauzenberger)
- 2012: Elektro Moskva (Schnitt; Regie: Dominik Spritzendorfer, Elena Tikhonova)
- 2014: Wenn es blendet, öffne die Augen (Schnitt; Regie: Ivette Löcker)
- 2016: Homo Sapiens (Dokumentarfilm Ö, Schnitt; Regie: Nikolaus Geyrhalter)
- 2016: Ich seh Ich seh / Goodnight Mommy (Schnitt; Regie: Veronika Franz und Severin Fiala)
- 2017: Was und bindet (Schnitt; Regie: Ivette Löcker)
- 2018: Lillian (Schnitt; Regie: Andreas Horvath)
- 2019: The Lodge (Spielfilm, US/UK, Schnitt, Co-Sounddesign; Regie: Veronika Franz und Severin Fiala)
- 2019:  Die Kinder der Toten (Spielfilm, Ö, Schnitt, Regie: Nature Theater of Oklahoma/Kelly Copper und Pavol Liska)
- 2019: Widerstandsmomente (Dokumentarfilm, Ö, Schnitt; Regie: Jo Schmeiser)
- 2024: Des Teufels Bad (Spielfilm, Ö/D; Schnitt; Regie: Veronika Franz und Severin Fiala)
- 2024: Henry Fonda for President (Dokumentarfilm, Ö/D; Schnitt; Regie: Alexander Horwath)

## Auszeichnungen
- Diagonale 2002: Preis Innovatives Kino für Sea, Concrete, Human
- San Francisco International Film Festival 2002: Certificate of Merit in der Kategorie New Visions für Sea, Concrete, Human
- New York Expo of short film and video 2002: Honorable Mention in der Kategorie Fiction für Sea, Concrete, Human
- Diagonale 2009: Preis Innovatives Kino für Laws of Physics
- Diagonale 2010: Preis Beste künstlerische Montage Dokumentarfilm für Jobcenter
- 2012: Outstanding Artist Award des Österreichischen Kunstministeriums
- 2024: Österreichischer Filmpreis in der Kategorie Bester Schnitt für Des Teufels Bad[1]
- Diagonale 2025: Preis Beste künstlerische Montage Dokumentarfilm für Henry Fonda for President

## Schriften (Auswahl)
Herausgeber
- Zs. mit Drehli Robnik (Hrsg.): Und das Wort ist Fleisch geworden. Texte über Filme von David Cronenberg. Wien 1992, PVS Verleger.
- Zs. mit Christian Cargnelli (Hrsg.): Und immer wieder geht die Sonne auf. Texte zum Melodramatischen im Film. Wien 1994, PVS Verleger.

Buchbeiträge
- Quartett zu Fünft. In: Alexander Horwath (Hrsg.): Der siebente Kontinent. Michael Haneke und seine Filme. Wien 1991, Europaverlag.
- Der Weltraum – Unheimliche Weiten. Der leere Raum und Science Fiction Kino. In: Karl Sierek (Hrsg.): filmtheorie UND. Wien 1991, PVS Verleger.
- Which Way? Drei Pfade durch das Bild-Gebüsch von Kurt Kren. In: Hans Scheugl (Hrsg.): Ex Underground. Kurt Kren. Seine Filme. Wien 1995, PVS Verleger.
- Dokumente, fiktiv. In: Peter Assmann u. Peter Kraml (Hrsg.): Fiktion/non-fiction. Weltanschauungen zwischen Fiktion und Wirklichkeit. Katalog zum Kubin-Projekt der Oberösterreichischen Landesgalerie. Linz 1995, Residenz Verlag.
- Liebesfilme. Zu einigen Arbeiten von Peter Tscherkassky. In: Alexander Horwath, Lisl Ponger, Gottfried Schlemmer (Hrsg.): Avantgarde Österreich. 1950 bis heute. Wien 1995, Verlag Wespennest.
- Die Geburt der Nation aus dem Geiste der Operette. Musikalische Rhetorik am 1. April 2000. In: Ernst Kieninger, Nikola Langreiter, Armin Loacker, Klara Löffler (Hrsg.): 1. April 2000. Edition Film und Text 2, Wien 2000, Verlag Filmarchiv Austria.
- Flux Aeterna. Stanley Kubrick in der musikalischen Leihanstalt. In: Regina Schlagnitweit u. Gottfried Schlemmer (Hrsg.): Film und Musik. Wien 2001.